# 风温
风温是指由风热病邪引起的急性外感热病。多发生于春冬季节，起病较急，初起以发热、微恶寒、头痛、咳嗽等肺卫证候为主要特点。其发于冬季的又称冬温。根据好发季节及临床表现，本病与西医的上呼吸道感染、流行性感冒、肺炎等疾病颇为相似。临床上，以上疾病可参考本病辨证治疗。

## 外部連結
- 風溫 中藥方劑圖像數據庫 (香港浸會大學中醫藥學院) （中文）（英文）
- 上呼吸道感染 中藥方劑圖像數據庫 (香港浸會大學中醫藥學院) （中文）（英文）
- 流行性感冒 中藥方劑圖像數據庫 (香港浸會大學中醫藥學院) （中文）（英文）
- 肺炎 （页面存档备份，存于） 中藥方劑圖像數據庫 (香港浸會大學中醫藥學院) （中文）（英文）